# Parva Domus
La République de Parva Domus Magna Quies  ou Parva Domus (en français : « Petite maison, grand repos ») est une micronation, située dans le quartier de Punta Carretas à Montevideo, Uruguay, et créée en 1878 en tant qu'association citoyenne, culturelle et récréative. Son territoire se compose d'un « Palais présidentiel », une ancienne résidence néoclassique du XIXe siècle , entourée de jardins et de statues.

## Origines et nom
Son principal promoteur et fondateur est José « Pepe » Achinelli, qui, vers 1878, allait le dimanche en tramway à cheval pêcher sur la côte du Río de la Plata, à un lieu connu sous le nom de Pesquero de los Viejos, à Punta Carretas, Montevideo. À cette époque, c'était une zone rurale, avec très peu de bâtiments et peu fréquentée.
Fatigué des déplacements tous les dimanches en tramway avec son équipement de pêche, il décide de louer une chambre au sol en terre battue dans un ancien bâtiment délabré appartenant aux Chemins de fer. Pour trois pesos par mois, il loue la chambre no 4 pour stocker ses effets personnels et en faire un lieu de rencontre avec des amis, repas et réunions de camaraderie.
Un participant à ces rencontres, l'artiste Juan Riva-Zuchelli, lisait le roman Jack, d'Alphonse Daudet. Au chapitre cinq, un personnage envisage d'acquérir une maison à la campagne, loin de Paris pour éviter le bruit mais pas trop pour garder les avantages de la ville. Sur la porte, il afficherait la devise Parva domus, magna quies. Dans le texte de Daudet, la devise apparaît en latin, immédiatement suivie de sa traduction en français : « Parva domus, magna quies. Petite maison, grand repos ».
Inspiré par ce passage, Riva-Zucchelli écrit la même phrase avec du charbon de bois sur la porte de la chambre no 4. Achinelli l'adopte comme nom de l'association et la peint définitivement sur la porte.

## Indépendance
Le 25 août 1878 est considéré comme la date de fondation ou "d'indépendance" de Parva Domus. Ce jour-là, à 4 heures du matin, devant la parcelle n°4, le drapeau de Parva est hissé pour la première fois.
Un hymne, la Marche Parva Domus, est composé par Luis Longhider (musique) sur des paroles de Fermín Rojas. Son premier interprète fut le ténor José Oxilia (es).
Au fil du temps, le nombre de «citoyens» parviens augmente et le reste des chambres disponibles est loué pour offrir plus d'espace. Les pièces du rez-de-chaussée sont réunies pour créer un lieu spacieux, où tenir des réunions connues depuis lors sous le nom de «had parvenses». Le "Palais" est rénové, des jardins créés ou trônent des statues.
Une Direction des Beaux-Arts est créée avec comme premier directeur le peintre italien Gino Pagano. Ses caricatures des premiers citoyens et ses peintures sont conservées dans le siège actuel, où se trouve également un musée qui conserve des éléments de l'histoire de Parva Domus. La propriété a des "rues" nommées d'après les célèbres "citoyens" parviens.

## Constitution

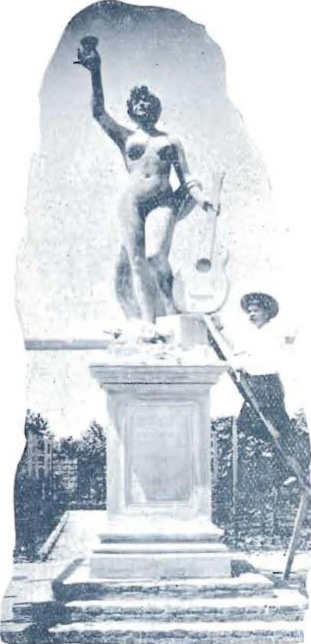
Statue dans les jardins de Parva (juin 1900).

L'assemblée générale extraordinaire du 4 août 1895 nomme 32 électeurs pour rédiger la constitution, qui est adoptée le 21 août de la même année. À partir de ce moment, l'association s'appelle officiellement République Parva Domus Magna Quies. Le 1er président est José Achinelli et son vice-président Juan Turenne.
La Constitution de Parva Domus établit qu'il s'agit d'une république présidentielle et que son président est élu tous les deux ans au suffrage universel.

## Citoyenneté
La citoyenneté n'est accessible qu'aux hommes invités par quelqu'un qui est déjà citoyen et qui partagent la philosophie de l'harmonie, de l'amitié et de la tolérance. Les femmes ne peuvent participer qu'à certaines activités et ne sont invitées que les 29, entre mars et novembre. Au cours des premières décennies, l'accès est très restreint et l'adhésion presque secrète, mais avec le temps, il est devenu plus flexible. Bien que la constitution n'admette pas plus de 250 citoyens simultanés dans l'enceinte de la république, après 130 ans, Parva Domus compte plus de 843 297 citoyens.
Il n'y a pas de restrictions politiques ou religieuses à l'entrée, mais pendant les activités formelles ou récréatives, les citoyens parviens ne peuvent pas discuter de politique, de religion ou de sports. Des deux côtés de l'entrée du siège se trouvent deux petites fontaines appelées "fontaines de Léthé" , où, pour symboliser l'oubli des misères du monde extérieur, les citoyens trempent leurs doigts pour se oindre.
Parmi les citoyens les plus connus de Parva, il y a entre autres Juan Zorrilla de San Martín, Isidoro de María, Eduardo Rodríguez Larreta, Eduardo Fabini (es). Parmi les visiteurs et invités figurent le poète Rubén Darío, les musiciens Arturo Toscanini et Luis Sambucetti.
Ils tiennent également des réunions où ils reçoivent des politiciens et des membres du corps diplomatique, ainsi que les plus hautes autorités uruguayennes.

## Activités
Les réunions régulières ont lieu deux fois par semaine, le mercredi soir et le samedi midi, et ont toujours lieu autour d'une table, mangeant, buvant, chantant et écoutant de la musique. D'autres activités incluent des expositions et des concerts.
Les citoyens de Parva célèbrent l'indépendance de la république le 25 août, date à laquelle ils marchent dans les rues autour du siège, avec des instruments de musique et des tenues habillées qui parodient les robes de gala.

## Le drapeau
Dès le début, l'association regroupe des blancs (du Parti blanc) et des colorados (du Parti coloré) dans une ambiance fraternelle, alors que farouchement opposés politiquement. Pour cette raison, Achinelli conçoit un drapeau qui ne pouvait être identifié avec aucun des partis. Il est copié sur le drapeau d'une compagnie maritime britannique, avec en une croix bleue sur fond blanc. Le bleu pour représenter la proximité de la mer et le blanc pour la pureté. Il remplace les lettres de l'entreprise par chacune des initiales de l'association, PDMQ. Elles sont placées dans les triangles formés par la croix et sont rouges car elles sont la « première couleur du spectre solaire de la Patrie ».

## Symboles

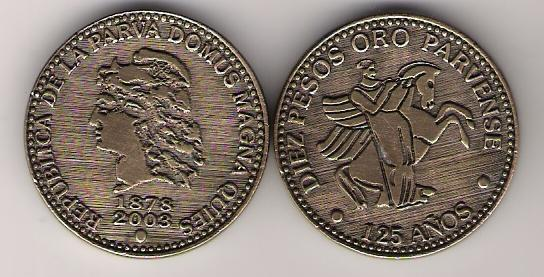
Pièce commémorative éditée pour le 125e anniversaire de l'indépendance.

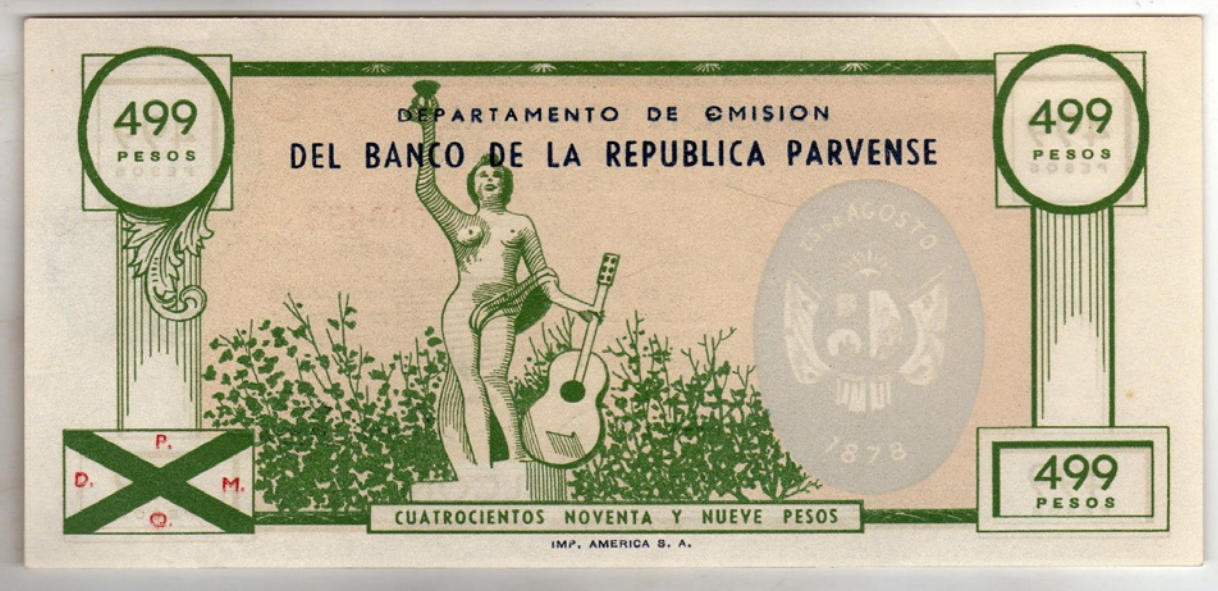
Billet de banque de 499 pesos.

Outre son drapeau, Parva Domus a des armoiries, une constitution et des autorités telles que président, vice-président et cinq ministres: gouvernement et relations extérieures (ou chancelier), guerre et marine, développement et agriculture, finances et culte. Il a également un «ambassadeur» sur la Lune, qui est également le maître-instructeur et catéchumène des citoyens ordinaires.
En 2003, pour le 125e anniversaire de la République,  Parva Domus émet des pièces de monnaie commémoratives et la poste uruguayenne émet un timbre-poste , puis un cachet spécial en 2008, pour les 130 ans.

## Revendications
Les autorités de Parva publient périodiquement des déclarations officielles exprimant les intérêts, préoccupations et demandes de la République, toujours sur un ton humoristique qui imite les formalités politiques et diplomatiques d'un vrai pays. Par exemple, certaines des exigences historiques de Parva Domus sont d'obtenir une sortie vers la mer, son propre espace aérien et de rejoindre l'Organisation des Nations unies. Concernant l'ONU, les autorités parviennes affirment avoir rejeté une proposition de l'organisation de rejoindre le Conseil de sécurité. En échange, ils ont demandé la présidence d'un nouvel organe à créer, sous le nom de Conseil pour la paix, la joie, la bonne humeur, la tolérance et l'amitié.
Les Parviens désignent l'Uruguay comme la «République voisine».
En 2007, la micronation accueille une réunion entre des diplomates uruguayens et argentins au milieu de la Guerre du papier.
Le 25 août 2008, à l'occasion du 130e anniversaire de la création de Parva Domus, son président a déclaré que la république était observée avec intérêt de l'étranger et que, grâce à sa vocation d'harmonie et de tolérance, « indirectement nous donnons une leçon de coexistence en temps difficiles ».
Chaque année, lors de la Journée du patrimoine en Uruguay, la micronation ouvre ses portes et propose des visites guidées de son musée national, de ses jardins et de son théâtre.